# Aryíria
Aryíria (Argyria) är en ort i Grekland.   Den ligger i prefekturen Fthiotis och regionen Grekiska fastlandet, i den centrala delen av landet, 170 km nordväst om huvudstaden Aten. Aryíria ligger 665 meter över havet och antalet invånare är 303.
Terrängen runt Aryíria är huvudsakligen kuperad, men västerut är den bergig. Aryíria ligger nere i en dal. Runt Aryíria är det glesbefolkat, med 16 invånare per kvadratkilometer. Närmaste större samhälle är Spercheiáda, 13,7 km nordost om Aryíria. I omgivningarna runt Aryíria växer i huvudsak blandskog.